# Marcin Kuzian
Marcin Kuzian (ur. 9 maja 1974) – polski koszykarz, występujący na pozycji silnego skrzydłowego, dwukrotny mistrz polski ze Śląskiem Wrocław.
Występował w NCAA Division II, reprezentując barwy zespołu Armstrong Atlantic State Pirates.

## Osiągnięcia
Drużynowe
- Mistrz Polski (1993, 1994)
- Awans do najwyższej klasy rozgrywkowej PLK (1999, 2004)
- Uczestnik rozgrywek Euroligi (1994/1995 – I runda)